# John Fentener van Vlissingen

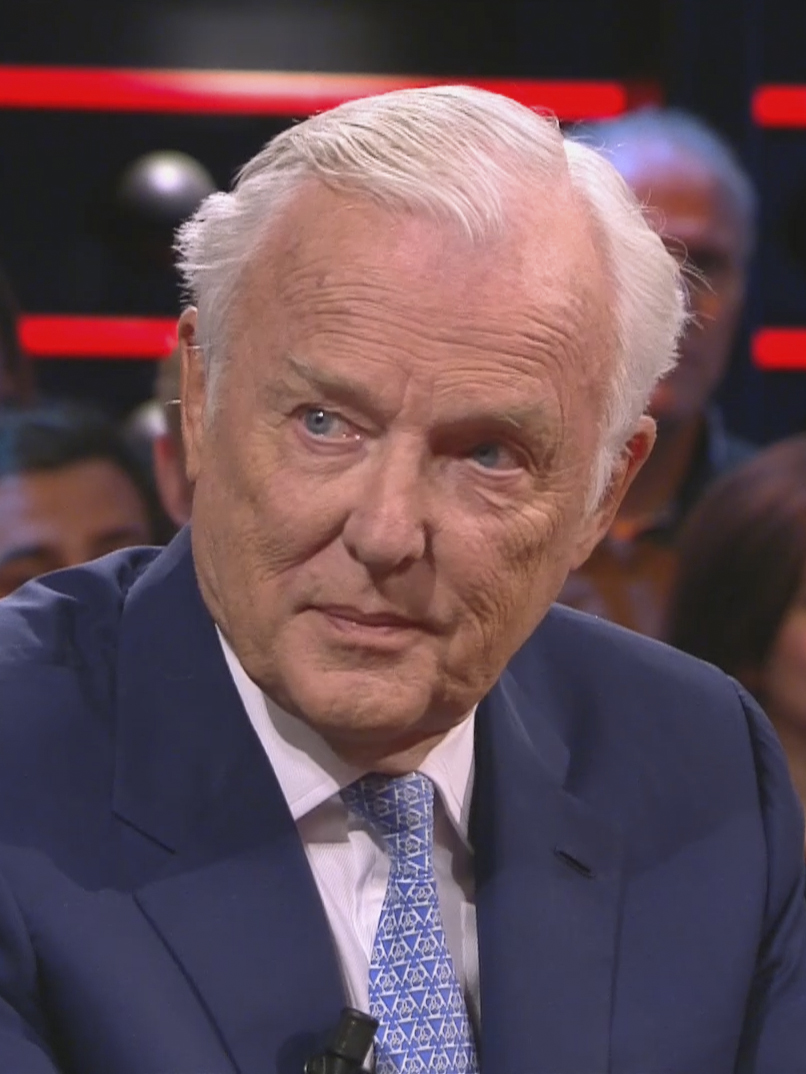
John Fentener van Vlissingen (2018)

John Arthur Fentener van Vlissingen (* 4. März 1939 in Utrecht) ist ein niederländischer Unternehmer.

## Leben
Sein Großvater ist der niederländische Unternehmer Frits Fentener van Vlissingen, der das niederländische Unternehmen SHV Holdings gründete. Die Geschwister sind die beiden weiteren Brüder Frits und Paul Fentener van Vlissingen.
1975 gründete Fentener van Vlissingen das niederländische Unternehmen BCD Holdings (firmiert seit 2014 als BCD Group), das ihm gegenwärtig gehört. Laut dem US-amerikanischen Forbes Magazine gehört er zu den reichsten Niederländern.